# نورت استامفورد
نورت استامفورد (به انگلیسی: North Stamford) یک منطقهٔ مسکونی در ایالات متحده آمریکا است که در کنتیکت واقع شده‌است. نورت استامفورد ۱۴٬۹۰۴ نفر جمعیت دارد.